# Gnathodentex aureolineatus
Genre
Espèce
Gnathodentex aureolineatus, communément nommé Perche d'or ou Empereur strié, est une espèce de poissons marins de la famille des Lethrinidae. C'est la seule espèce de son genre Gnathodentex (monotypique).

## Description
La Perche d'or est un poisson de taille moyenne pouvant atteindre une longueur maximale de 30 cm, cependant la taille couramment observée est de l'ordre de 20 cm.
Le corps est comprimé latéralement, le museau est pointu et la queue fourchue.La teinte de fond de la livrée est gris argenté avec des lignes horizontales dorées sur les flancs, ces dernières sont surmontées par d'autres lignes horizontales sombres. Les nageoires ont des reflets rosâtres, une moustache jaune surmonte la lèvre supérieure, la jonction au corps des nageoires pectorales est marquée de jaune de même que la bordure externe des opercules. Une tache jaune doré sise au niveau de la terminaison de la nageoire dorsale est une marque distinctive de cette espèce. Proportionnellement aux dimensions du corps, les yeux sont grands.

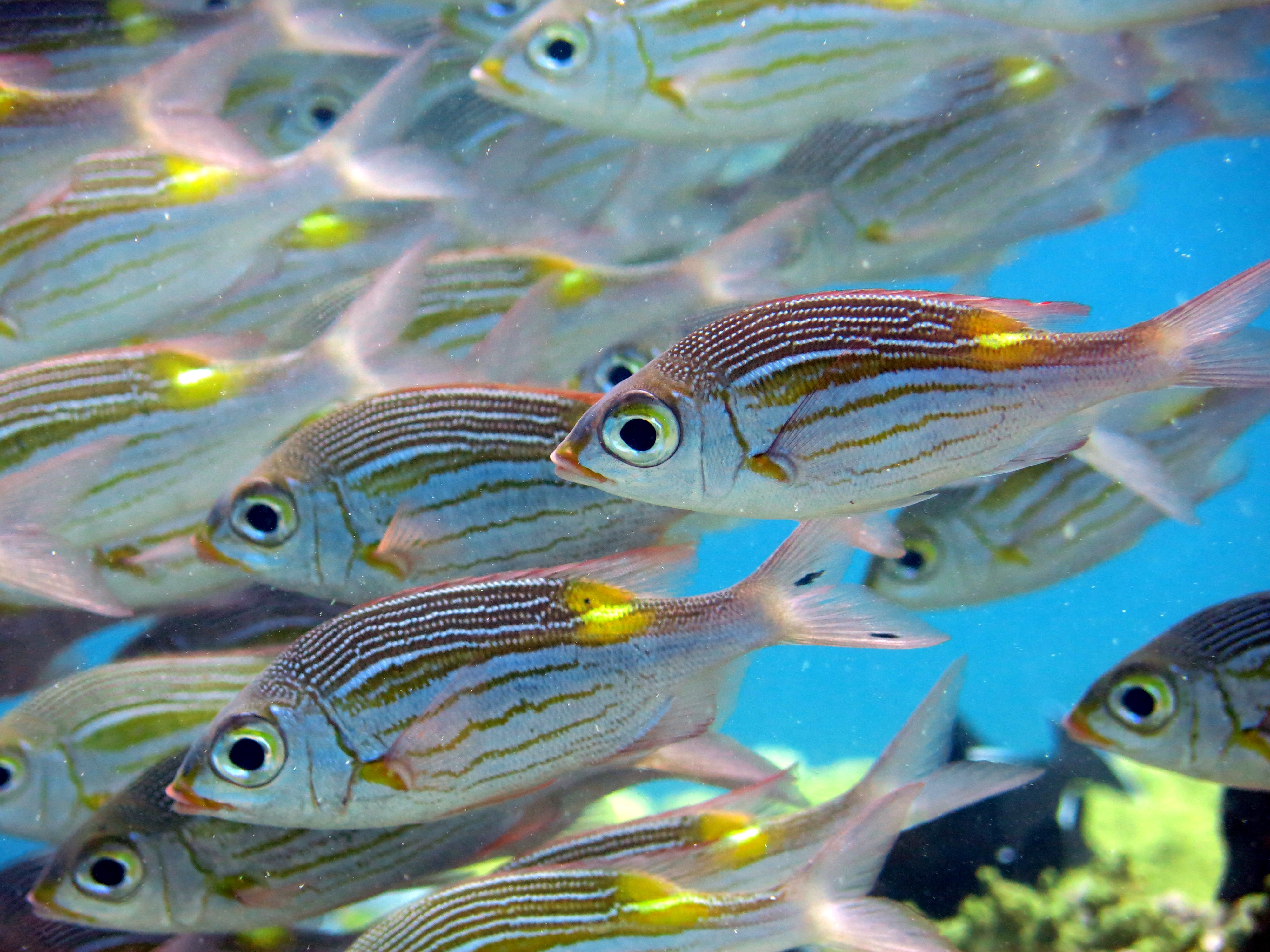
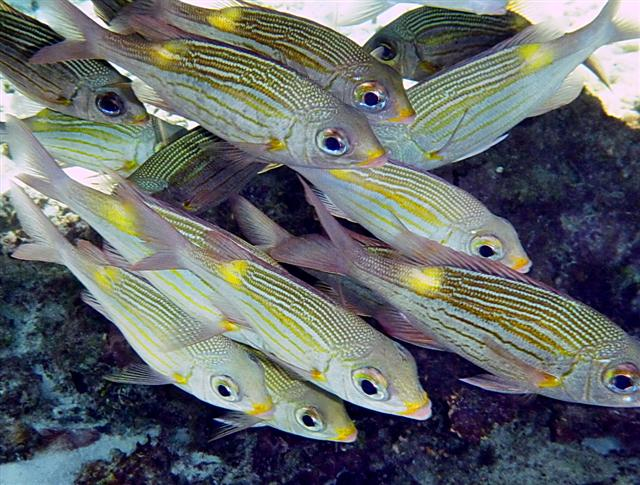
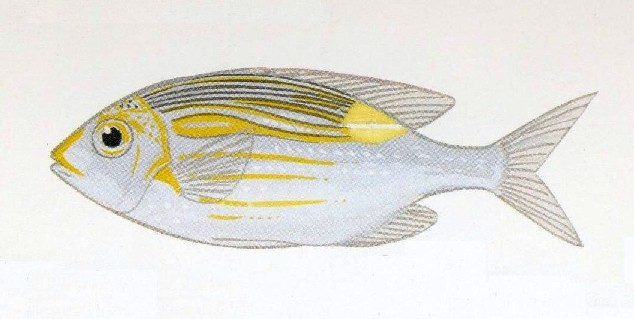

## Distribution et habitat
Gnathodentex aureolineatus est présent dans les eaux tropicales et subtropicales du bassin Indo-Pacifique soit des côtes orientales de l'Afrique aux îles de l'Océan Pacifique, Hawaï exclue. La Perche d'or affectionne la proximité des zones récifales que la pente soit externe ou pas.

## Biologie
La Perche d'or a une activité nocturne, la journée ce poisson peut être observé en solitaire ou en groupe compact plus ou moins large. La nuit venue, ils se dispersent pour s'alimenter. Leur régime alimentaire consiste en de petites proies comme des invertébrés benthiques (crustacés divers et de gastéropodes) ainsi que parfois de petits poissons.